# Geddal Strandenge
Geddal Strandenge er et område på cirka 140 hektar beliggende mellem Venø Bugt og Geddal i Ejsing Sogn, cirka 3 km fra Ejsing.
Geddal Strandenge var oprindeligt en brakvandssø afsnøret af Limfjorden med navnet Lillefjorden. Denne blev ved aflejring af sand og grus til egentlige strandenge. Engene blev fra slutningen af 1800-tallet beskyttet med et dige for at tjene som græsningsareal. I 1958 udvidedes diget, og der etableredes afvanding med elektrisk pumpe for at kunne opdyrke arealet. Mellem 1976 og 1992 blev diget gennembrudt fire gange, værst ved stormen i 1981, hvor en del af diget blev skyllet væk.
I 1992 blev området genetableret som strandenge, idet det oprindelige dige blev gjort lavere, afvandingen ophørte, og fiskerhusene ved diget blev nedlagt. Området er i dag naturreservat og huser et rigt plante- og dyreliv; blandt andet er der observeret omkring 200 forskellige fuglearter.
Området er habitatområde og en del af Natura 2000område 32: Sønder Lem Vig og Geddal Strandenge
56°32′48″N 8°45′28″Ø / 56.54667°N 8.75778°Ø